# Caladenia bartlettii
Caladenia bartlettii là một loài thực vật có hoa trong họ Lan. Loài này được (Hatch) D.L.Jones, Molloy & M.A.Clem. mô tả khoa học đầu tiên năm 1997.